# Christoph Kornschober
Christoph Kornschober (Graz, 19 marzo 1979) è un attore austriaco.

## Biografia
Frequenta l'Accademia d'Arte e Spettacolo di Graz. Nel 2000 incarna il ruolo di un tossicodipendente nel telefilm di Sat.1 Klinikum Berlin Mitte - Leben in Bereitschaft. Nello stesso anno partecipa, come concorrente, al reality show di ORF Taxi Orange. Deve, probabilmente, la fama alla soap di ZDF Julia - La strada per la felicità; qui interpreta, tra il 2005 e il 2006, il ruolo del compianto Niko Becker. Nel 2010 è nei panni di Arthur Halgruber nel telefilm SOKO Kitzbühel, in onda su ORF.

## Teatro
- Peer Gynt
- Drei Schwestern
- Volksvernichtung
- Faust
- Prinz von Homburg
- Die Gerechten
- Trainspotting
- Die bestrafte Spröde
- Das Kalte Kind

## Filmografia

### Televisione
- Klinikum Berlin Mitte - Leben in Bereitschaft – serie TV, episodio 1x02 (2000)
- Julia - La strada per la felicità (Julia - Wege zum Glück) – serial TV, 262 puntate (2005-2006)
- Ahornallee – serial TV, 60 puntate (2007)
- Bible code - Il segreto della Bibbia (Der Bibelcode), regia di Christoph Schrewe (2008)
- SOKO Kitzbühel – serie TV, episodio 9x06 (2010)

## Programmi televisivi
- Taxi Orange, regia di Robert Helming e Kurt Pongratz (2000)